# علم حرب

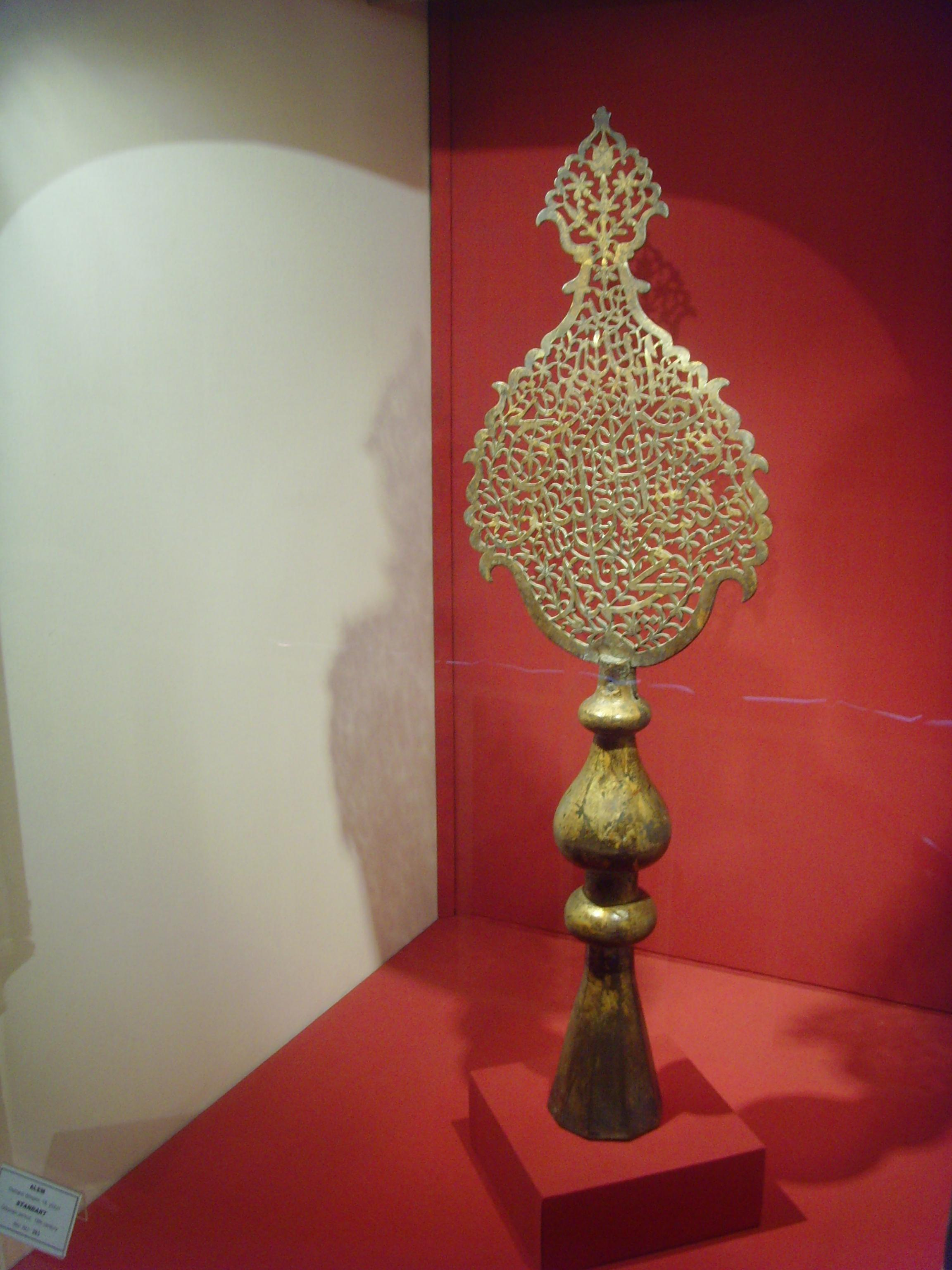
«علَم» عثماني

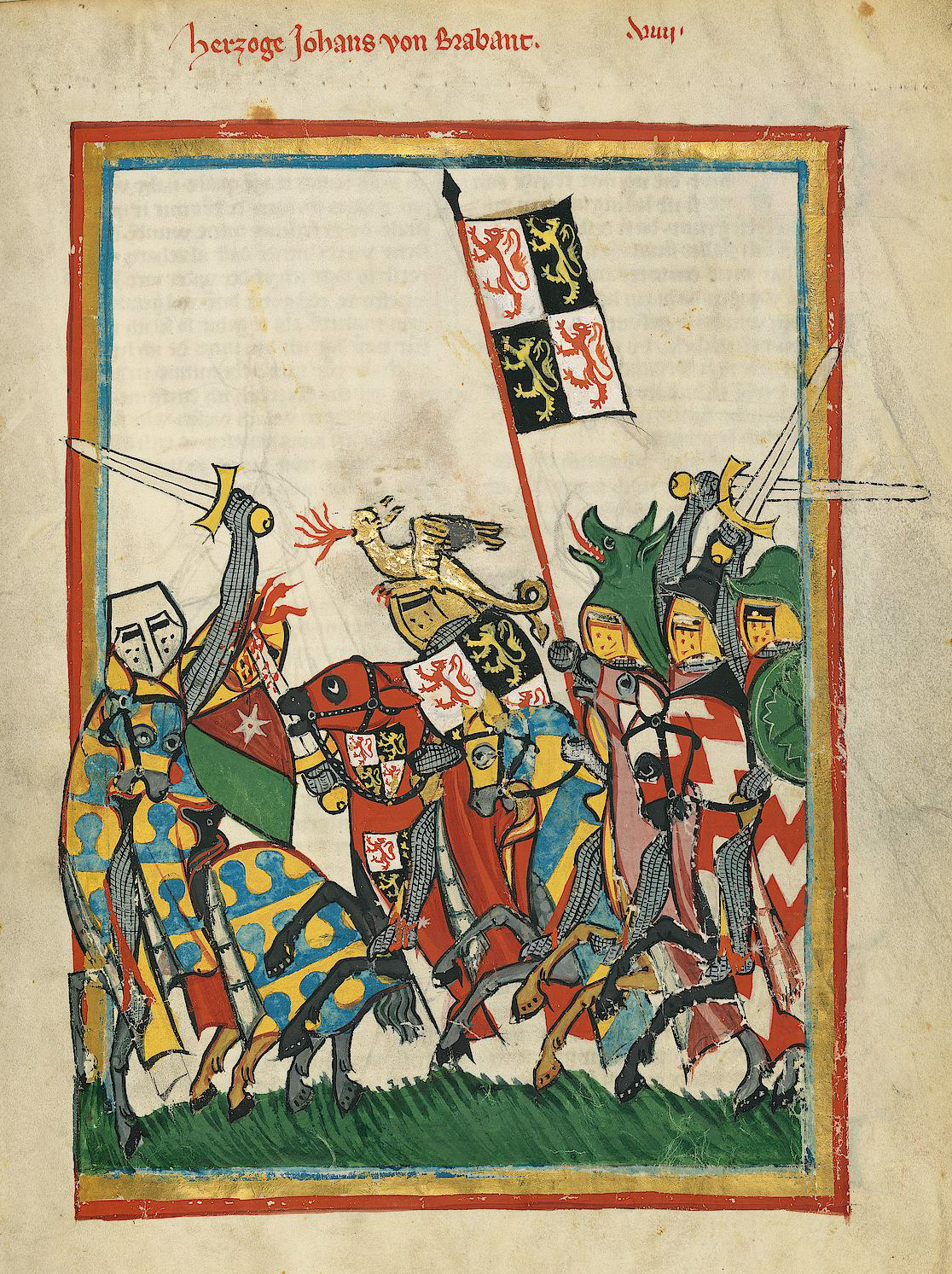
فارس (جان الأول فان برابانت) حاملاً علم شعار في المعركة، بالإضافة إلى الشعار الموجود على درعه

علم حرب أو علم عسكري هو نسخة معدلة من العلم الوطني للاستخدام العسكري للدولة على الأرض. المكافئ البحري هو الراية البحرية. قليل من الدول تستخدم أعلام حرب، في حين تفضل الدول الأخرى استخدام علم الدولة الخاص بها أو العلم الوطني.

## تاريخ

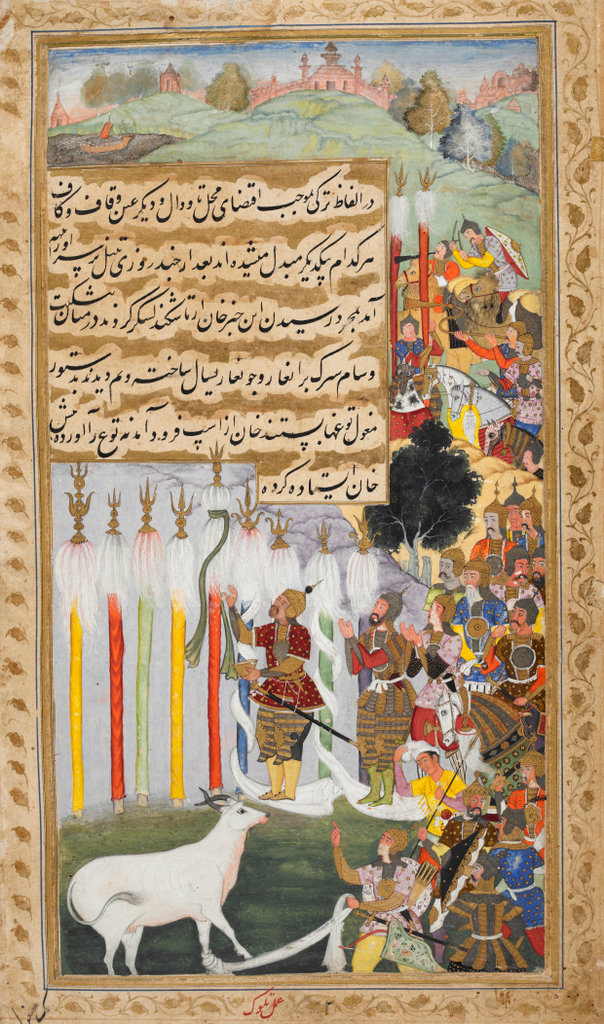
ظهير الدين بابر وجيشه يؤدون التحية العسكرية للرايات التسع لتيمورلنك

رايات الحرب كانت تستخدم في الحروب القديمة منذ العصر البرونزي على الأقل. استخدام رايات الحرب كما يبدو قد ظهر في آسيا، خلال العصر الحديدي، وربما في الصين أو الهند. في الإمبراطورية الأخمينية في بلاد فارس، كان لكل فرقة من الجيش رايتها الخاصة، وكان «لدى كل ضابط رايات فوق خيمته».

## أعلام حرب حالية

### أعلام تستخدمها قوات مسلحة فقط

علم الحرب للبرتغال
علم الحرب للأركان الملكية للقوات المسلحة السعودية
علم الحرب لجيش التحرير الشعبي (الصين)
علم قوات الدفاع الذاتي اليابانية و‌قوات الدفاع الذاتي البرية اليابانية
علم القوات المسلحة الأوكرانية
علم الحرب لبروناي
علم الحرب لبوليفيا
جورجيا
علم قوات الاتحاد الروسي المسلحة
سريلانكا
علم القوات المسلحة الصربية
راية القوات المسلحة الكندية
علم قوات مولدوفا المسلحة رسميًا ليس علم الحرب لدولة مولدوفا
ميانمار

### استخدام الجيش البري فقط

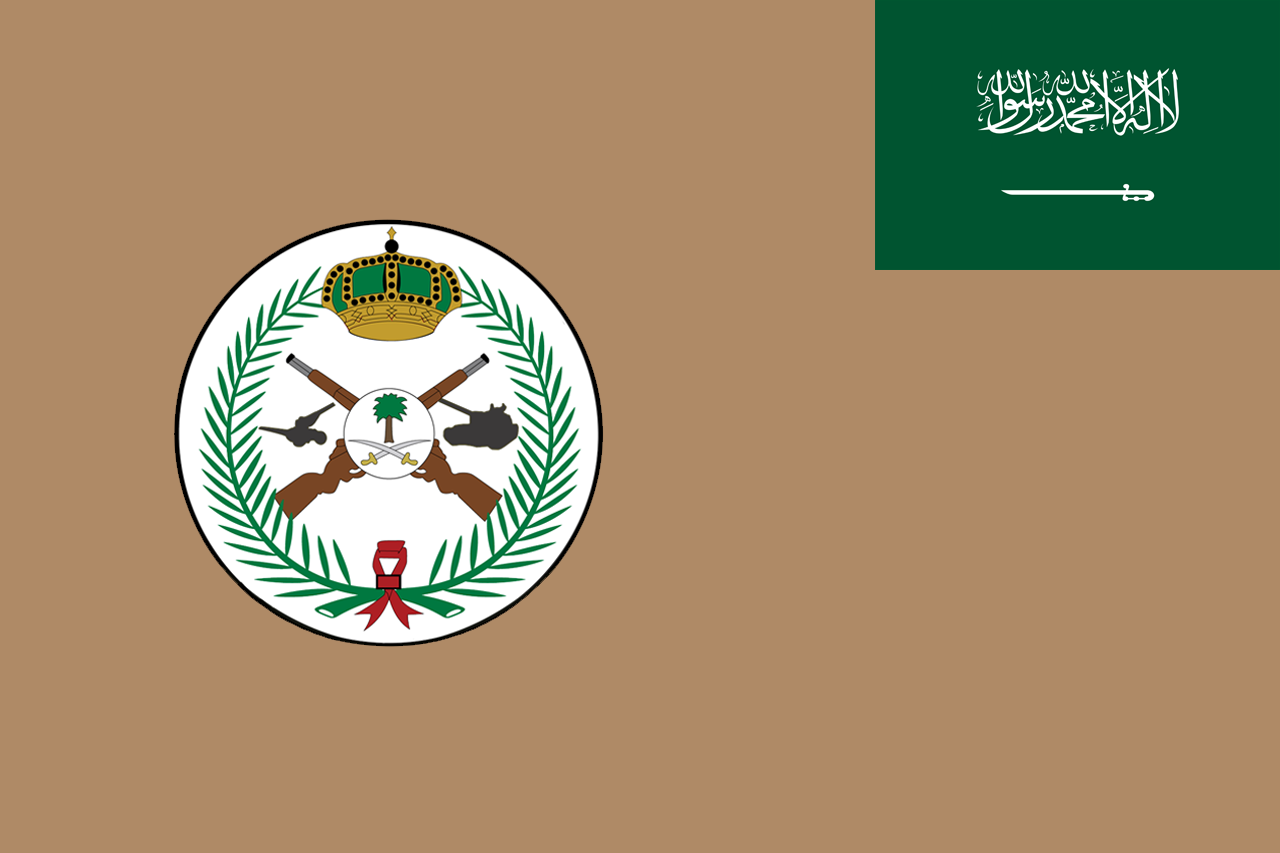
القوات البرية الملكية السعودية
علم الحرب للجيش الصيني
علم الحرب للمجر
الجيش الهندي
علم الجيش الأوكراني
الجيش الباكستاني
علم الجيش البريطاني غير الاحتفالي
القوات البلغارية البرية
القوات البرية البولندية
الجيش الملكي التايلاندي
علم الحرب لقوات جمهورية الصين المسلحة (تايوان)
علم قيادة القوات البرية التركية
القوات المسلحة الجورجية
القوات البرية الروسية
علم جيش فيتنام الشعبي
جيش كوريا الجنوبية
راية جيش ماليزيا
ميانمار
علم الجيش الأمريكي

### أعلام حرب ورايات بحرية

راية البحرية السعودية
راية السويد الحربية
راية القوات البحرية الأوكرانية
راية بيرو الحربية
راية بحرية سنغافورة
راية فنلندا الحربية

### أعلام حرب أخرى

علم الدولة والحرب وراية دولة الدنمارك
علم الفلبين في الحروب
علم الدولة والحرب وراية دولة ألمانيا
علم الدولة والحرب وراية الدولة والبحرية النرويجية
علم الحرب (لون فيلقي) للجيش اليوناني
علم القوة الجوية الأوكرانية
راية الدولة والبحرية الآيسلندية
علم الدولة والحرب والراية البحرية لفنزويلا